# Kleine spotvogel
De kleine spotvogel (Iduna caligata; verouderd Hippolais caligata), voorheen Russische spotvogel, is een zangvogel uit de familie Acrocephalidae. Het is een lange-afstandstrekker die voornamelijk broedt in Rusland en overwintert in India. Het is een zeer zeldzame dwaalgast in Nederland en België.

## Identificatie
De kleine spotvogel is een kleine bruingekleurde zanger met een lengte van circa 11,5 cm. Vlak na de ruiperiode (in het overwinteringsgebied) zijn de bovendelen warm olijfbruin - soms met een rossige tint. De borst en onderzijde zijn bruingeel. Heeft een duidelijke lichte wenkbrauwstreep, die reikt van de snavelbasis tot achter het oog. Als de soort zijn broedgebieden bereikt heeft, is er al veerslijtage opgetreden en is de soort z'n warme tinten al verloren. De bovenzijde is dan grauwbruin, maar behoudt een olijf- tot okerachtige kleurnuance. De onderzijde is dan wittig, terwijl de flanken nog steeds bruingeel zijn. De wenkbrauwstreep blijft vrij prominent aanwezig. Later in de zomer is het verenkleed nog uniformer en grauwer. De bovensnavel is in alle kleden donker. De ondersnavel is bleek, maar de snavelpunt is zwartachtig. Dit laatste onderscheidt de soort van de sterk gelijkende Sykes' spotvogel (Iduna rama) en oostelijke vale spotvogel (Iduna pallida).

## Gedrag
De soort is onopvallend en beweegt zich vaak rusteloos door dicht struikgewas. Zingende mannetjes laten zich vaak zien in de top van een struik of boom. Zingt soms ook in de vlucht en stijgt dan tot 1 à 2 meter hoogte, om vervolgens weer in te vallen. Beweegt vaak de staart op en neer. In de broedtijd is de kleine spotvogel vrijwel uitsluitend een insectivoor, maar eet 's winters en in de herfst ook zaadjes en bessen.

## Broeden

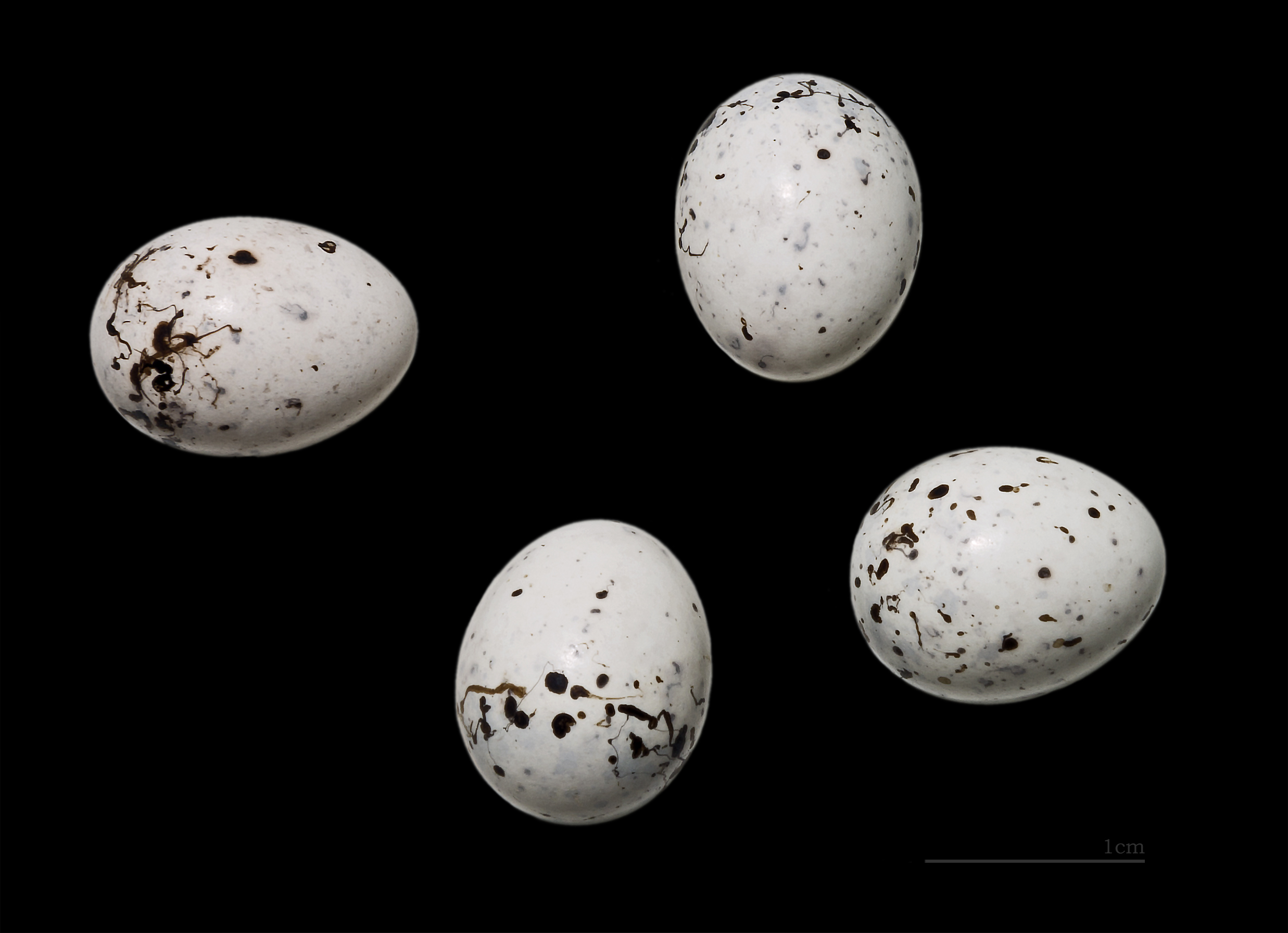
Eieren van de kleine spotvogel.

De kleine spotvogel legt 4-6 eieren. In het zuidelijke deel van het verspreidingsgebied gebeurt dit tussen eind mei en begin juni en in het noordelijke deel doorgaans rond eind juni. De eieren worden geïncubeerd door het vrouwtje en de jongen worden door beide ouders gevoerd. De jongen vliegen na 13 à 14 dagen uit en worden dan nog voor 12 tot 14 dagen gevoerd tot ze zelfstandig zijn. Normaliter één broedsel per jaar. Het komvormige nest bestaat uit twijgen, blaadjes, wortels en stengels van planten, die doorweven worden met fijnere materialen als veertjes en haartjes. Het nest wordt vaak op de grond, of tot 1 meter hoog in een struik gebouwd.
Onderzoek door Shitikov, Fedotova & Gagieva (2012) in de Oblast Vologda (Noordwest-Rusland) toonde aan dat de mate waarin succesvol wordt gebroed, jaarlijks zeer sterk kan fluctueren. Er werden tussen 2002 en 2011 in totaal 234 nesten bestudeerd. Hiervan bleken 87 nesten niet succesvol te zijn geweest. In sommige jaren was het broedsucces zeer laag, met een percentage van slechts 3% in 2008, terwijl de nesten in andere jaren zeer succesvol waren (tot aan 70% in 2007).

## Verspreiding

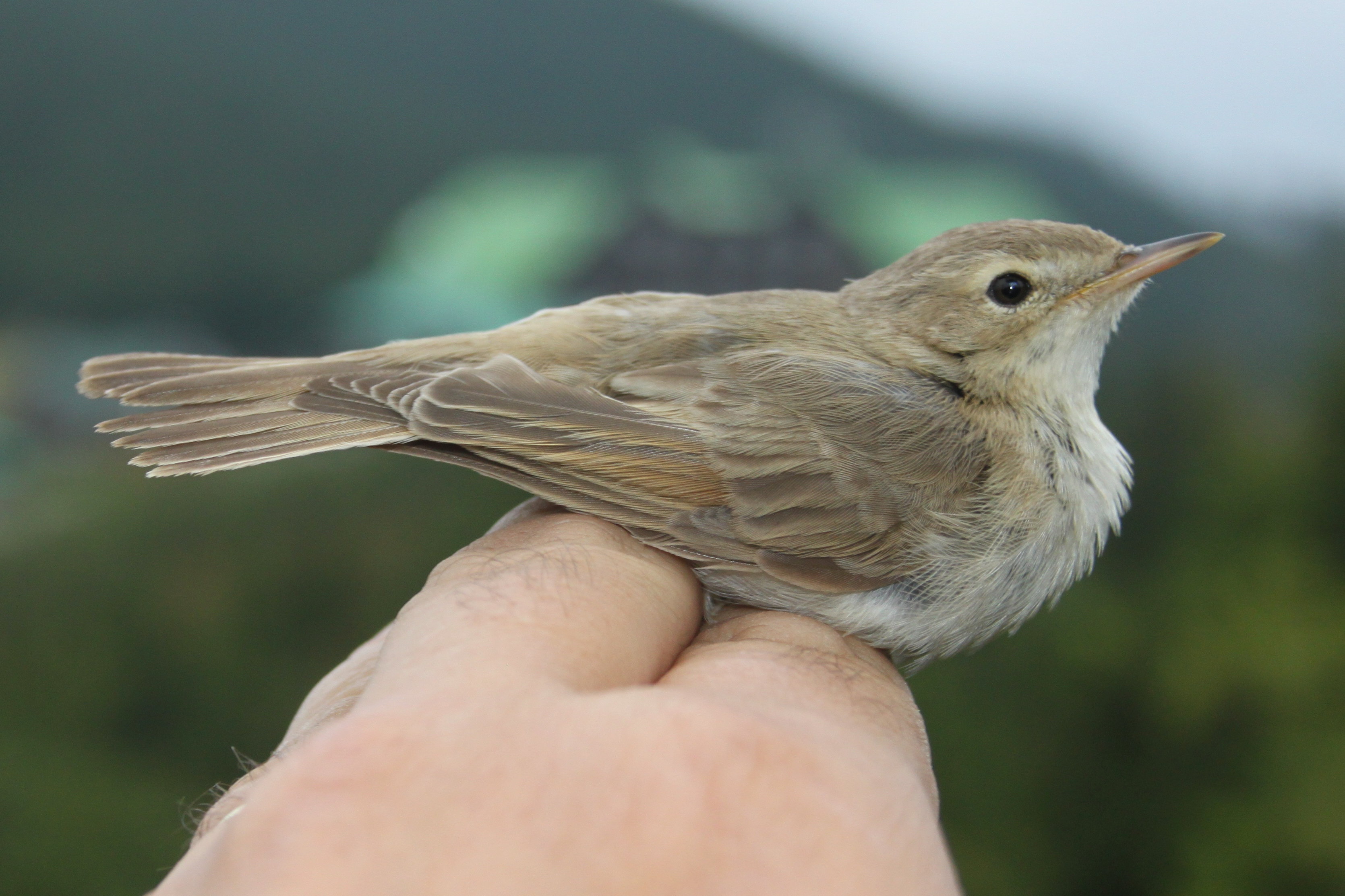
De kleine spotvogel als dwaalgast in Tsjechië.

Broedt van het noordwesten van zijn verspreidingsgebied in Zuidoost-Finland en het Ladogameer in Karelië, oostelijk tot aan beide zijden van het Oeralgebergte. Richting het zuiden reikt zijn verspreiding tot in de omgeving van Moskou, de bovenloop van de rivier Don, langs de Wolga zuidelijk tot aan Wolgograd en langs de Oeral zuidelijk tot aan Orenburg en Oral. Bereikt de Kaspische Zee echter niet, maar wordt daar vervangen door de verwante Sykes' spotvogel. Verder oostelijk komt de soort voor in het West-Siberisch Laagland tot aan de bovenloop van de Jenisej. De kleine spotvogel is ook wijdverspreid in het noorden van Kazachstan, de meest noordelijke delen van Xinjiang en het Altaigebergte. De kleine spotvogel overwintert op het Indisch subcontinent; voornamelijk van Madhya Pradesh en de Ganges zuidelijk tot aan Tamil Nadu en de Bengalen.
De meeste vogels vertrekken in de loop van april vanuit hun overwinteringsgebied. Ze worden waargenomen in Nepal en Sikkim tussen eind maart en midden april. De doortrek door Afghanistan en Turkmenistan verloopt redelijk snel tussen eind april en begin mei. De eerste vogels in het zuiden van Rusland worden al opgemerkt in de derde week van april, maar de zuidelijke broedgebieden worden doorgaans vanaf de tweede week van mei bezet. In de omgeving van Moskou is dit een week later. De uiteinden van het verspreidingsgebied (Finland, de Jenisej en het Altaigebergte) worden pas tussen eind mei en midden juni bezet. De najaarstrek begint kort na het uitvliegen van de jongen. Zuidelijke vogels vertrekken dus eerder dan noordelijke vogels. In Orenburg vertrekken de eerste vogels in juli. Tegen het eind van de maand juli zijn nagenoeg alle vogels vertrokken. De noordelijke broedgebieden zijn reeds verlaten in midden en eind augustus. Tussen juli en midden september vindt er doortrek plaats door Centraal-Azië. Gedurende september bereiken ze India weer.
De soort heeft zijn areaal in de tweede helft van de 20e eeuw sterk richting het noordwesten kunnen uitbreiden. Het grootschalig stilleggen van de landbouw in het Europese deel van Rusland lag hier aan ten grondslag. Dankzij deze enorme toename werd de kleine spotvogel ook in Finland waargenomen. Deze eerste waarneming werd gedaan in 1981 en sindsdien zijn ze er jaarlijks gezien. In eind juni 2000 werden er elf zingende mannetjes vastgesteld en werd een eerste broedgeval bevestigd in de gemeente Tohmajärvi (voorheen Värtsilä).
De kleine spotvogel is een zeer zeldzame dwaalgast in Nederland en België. In Nederland werden 22 gevallen gedocumenteerd tot aan het jaar 2014. Alle waarnemingen werden in de periode tussen 24 augustus en 11 oktober gedaan.

## Biotoop
Komt algemeen voor in grote delen van zijn verspreidingsgebied. Dichtheden van 5-6 paren per hectare werden vastgesteld in het bossteppegebied van Zuid-Rusland en West-Siberië. Kan ook veelvuldig voorkomen in kruidenrijke vegetaties, bosschages met bijvoorbeeld kaneelroos (Rosa majalis) of verlaten landbouwgebieden. Schaarser in de noordelijke taiga. In Kazachstan broedt de soort in struikgewas op open steppe, voornamelijk bestaand uit alsem en spirea. In de meest zuidelijke randen van zijn verspreidingsgebied komt de soort slechts lokaal voor en vindt er overlap plaats tussen de verspreiding van de kleine spotvogel en Sykes' spotvogel.

## Natuurlijke vijanden
Het broedsucces van de kleine spotvogel is sterk afhankelijk van de druk die predatoren daarop uitoefenen. Predatoren die in Noordwest-Rusland werden vastgesteld zijn de adder (Vipera berus), bruine kiekendief (Circus aeruginosus), blauwe kiekendief (Circus cyaneus), velduil (Asio flammeus), verschillende soorten meeuwen, verschillende soorten kraaien, de wezel (Mustela nivalis), vos (Vulpes vulpes) en zwerfhonden en -katten. Adders en zoogdieren blijken vooral een rol te spelen bij nesten die op of vlak boven de grond worden gebouwd, terwijl voor kraaiachtigen en kiekendieven de hoogte van het nest geen rol speelt.

## Geluid
De zang is levendig en melodieus en vertoont qua kwaliteit gelijkenissen met de tuinfluiter (Sylvia borin) en spotvogel (Hippolais icterina). Het liedje bestaat uit verschillende delen. Elk deel begint met een zacht tsjk. De roep is een tsjuk, tsjik of tsuk, herinnerend aan een roodborsttapuit (Saxicola rubicola). Brengt daarnaast ook een tsjur-rr of explosief tsjut! ten gehore.

## Status
De grootte van de populatie is in 2021 geschat op 2,3-2,9 miljoen volwassen vogels. Op de Rode lijst van de IUCN heeft deze soort de status niet bedreigd.

## Gelijkende soorten
- Sykes' spotvogel (Iduna rama) Qua uiterlijk.
- Oostelijke vale spotvogel (Iduna pallida) Qua uiterlijk.